# Водоватов, Арсений Александрович
Арсений Александрович Водоватов (1902—1988) — генерал-майор Советской Армии, участник Великой Отечественной войны.

## Биография
Арсений Александрович Водоватов родился 12 июня 1902 года в городе Туле (по другим данным, в селе Малая Таяба современного Яльчикского района Чувашии). В августе 1922 года был призван на службу в Рабоче-Крестьянскую Красную Армию. В 1925 году окончил Ленинградскую военно-инженерную школу, в 1934 году — командно-инженерный факультет Военно-инженерной академии имени В. В. Куйбышева. Служил на различных командных и штабных должностях в частях инженерных войск Вооружённых Сил СССР.
С начала Великой Отечественной войны — на её фронтах. Участвовал в битве за Москву, будучи старшим помощником начальника 1-го отдела Штаба инженерных войск Красной Армии. В феврале 1943 года был направлен в состав Особой группы войск под командованием генерал-полковника М. С. Хозина. В марте 1943 года был переведён в 63-ю армию, а чуть позднее стал начальником инженерных войск 47-й армии. Участвовал в битве за Днепр, под постоянными вражескими обстрелами и авианалётами руководя переправой армейских частей на западный берег, постройкой мостов. На завершающем этапе войны являлся начальником инженерных войск — заместителем командующего 9-й гвардейской армией — начальником инженерных войск. Успешно действовал при освобождении Чехословакии, Венгрии, Австрии, лично руководя прокладыванием проходов в минных полях для пехоты и боевой техники, организуя инженерное обеспечение наступающих и вводимых в прорыв частей.
После окончания войны продолжал службу в Советской Армии. Дослужился до должность заместителя начальника Штаба инженерных войск Советской Армии. В сентябре 1958 года был уволен в запас. Жил в Москве. Умер 21 ноября 1988 года, похоронен в колумбарии Ваганьковского кладбища Москвы.

## Награды
- 2 ордена Ленина (10 января 1944 года, 6 ноября 1947 года);
- 3 ордена Красного Знамени (3 ноября 1944 года, 18 апреля 1945 года, 20 апреля 1953 года);
- 2 ордена Отечественной войны 2-й степени (1 августа 1986 года, 6 мая 1987 года);
- Медали «За оборону Москвы», «За взятие Вены» и другие медали.

## Ссылка
- Водоватов А. А. Архивная копия от 15 сентября 2021 на Wayback Machine на портале «Alma Mater инженерных войск».